# Естелин (Јужна Дакота)
Естелин (енгл. Estelline) град је у америчкој савезној држави Јужна Дакота.

## Демографија
По попису из 2010. године број становника је 768, што је 93 (13,8%) становника више него 2000. године.
| Група             | 2000.       | 2010.       |
| Белци             | 656 (97,2%) | 710 (92,4%) |
| Афроамериканци    | 0 (0,0%)    | 0 (0,0%)    |
| Азијати           | 1 (0,1%)    | 0 (0,0%)    |
| Хиспаноамериканци | 10 (1,5%)   | 48 (6,3%)   |
| Укупно            | 675         | 768         |